# Gerald Spitzner
Gerald Spitzner  (* 11. April 1972 in Wien) ist ein österreichischer Komponist.
Er wurde als Sohn der Wiener Komponistin (ÖGZM), Pädagogin und Musiktherapeutin Prof. Renate Spitzner geboren. Seine Kompositionen versuchen Brücken zwischen künstlerischen Traditionen und Themenkreisen zu bauen. Etliche musisch-soziale Projekte mit SOS-Kinderdorfkindern (sakrale Chor- und kammermusikalische Werke) berücksichtigen im Besonderen die Integration von psychisch leidenden und erkrankten Menschen. Aufführungen seiner Werke fanden in Wien und Österreich, Deutschland, Luxemburg, Polen, Schweiz, Italien, Tschechien, Kanada, Kalifornien, Slowenien und Asien statt.
Gerald Spitzner ist der Großneffe des Theologen Heinrich Maier.

## Werke (Auszug)
- „Trio in G (14. Februar 2006)“ für Klavier, Violine und Viola (12 Ergänzungsstimmen für Kammerorchester) (Uraufführung 2007 an der Musikschule der Stadt Wien, Skodagasse 20 mit Integration von behinderten Kindern zum Förderungsprojekt in Zusammenarbeit mit der Universität für Musik)
- Kosmische Klänge (Bildungsverlag EINS: 2 CDs als Kinder-Hörbuch: ISBN 978-3-427-50069-8)
- Streichquartett „Auferstehung“ (Uraufführung Universität für Musik 2001)
- „Adagio für Oboe“ (Bibliothekskonzert, Universität Wien, 5. Dezember 2006)
- „Der Apfel“ (Uraufführung 1992 in der UNO-Wien zur Dekade der Behinderten Wien-Japan mit SOS Kinderdorfkindern und der Präsentation der „Musisch-sozialen Methode“)
- „Alla breve in A“ für Mandolinenorchester und Streichorchester (Kompositionsauftrag der Stadt Wien 2001 – „Wiener Symphoniker“)
- Hermann Gmeiner Messe (Uraufführung mit SOS-Kinderdorfkindern 23. April 1993 in der Hinterbühl)
- Franz von Sales Messe (Uraufführung 24. Januar 1997 in Wien-Lainz)
- Camillus Messe (wurde noch zu Lebzeiten von Pater Franz Lachinger 2000 im Geriatriezentrum mit dem musisch-sozialen Projekt in der Heimkirche Lainz aufgeführt)
- Heinrich Maier Oratorium (Uraufführung 1995 am Wiener Landesgericht mit Betreuten des musisch-sozialen Projektes und freiwilligen Berufsmusikern. Es stellt den Leidensweg des Heinrich Maier musikalisch dar.)
- Karl Borromaeus Messe (Uraufführung 14. Juli 1993 in Prag, Spitalskirche mit Patienten der Klinik und Klosterschwestern sowie dem Musisch-sozialen Projekt)
- „Das Schweißtuch der Veronika“ (2003, Theologische Fakultät Innsbruck)
- 10 Jahreszyklus zu den Herz Jesu Gottesdiensten (12 pro Jahr, zu je 5 kleinen Kompositionen)
- „Messe zu Ehren des Heiligen Vaters Papst Johannes Paul II“ (wurde unter der Patronanz seiner Eminenz  Erzbischof von Krakau Kardinal Dr. Stanisław Dziwisz in der Franziskanerkirche Krakau – Polen am 16. Oktober 2006 zum polnischen Gedenktag der Papstwahl aufgeführt)
- Johannes Nepomuk Messe (17. Dezember 2006, Theologische Fakultät Klagenfurt)
- St. Athanasius Messe (Uraufführung 2003 als Gemeinschaftsprojekt in Berg/Drautal)
- Cantico delle Creature (Gesang der Geschöpfe – „Sonnengesang“ für 2 Chöre, Orchester Soloterzetto und Sopransolo)
- „Auferstehung“, Streichquartett (UA Universität für Musik, Abteilung Streichinstrumente, Wettbewerb Eisenstadt)
- „Erinnerung für Violine und Klavier“ (UA Universität für Musik, Haydnsaal, ÖGZM-Konzert 8. Januar 2008)
- „AELIA - Römerin in Virunum“ – Oper in 3 Akten
- „Für Paco den lieben Delphin“ – Klaviersolo (Dauer: 7,5 min)
- "8 Soli für Pipa 琵琶 / Bipa 비파" als Interkultureller Beitrag: Asien-Europa, Präsentation wissenschaftlicher Vorträge und der Komposition für Asiatische Laute über die 5000 J. alten 8 Urzeichen ☰ ☵ ☴ ☳ ☱ ☲ ☷ ☶ des Buch der Wandlungen, (DGPA Tagung 2016/17)
- "8 Soli für Pipa 琵琶 und Viola" (Duo-Fassung der '8 Soli für Pipa 琵琶')
- "Ruhiges Stück für Gayageum 가야금 Violine und Flöte" als Interkultureller Dialog zwischen Westlichen und Östlichen Instrumenten, ursprünglich Korea-Kulturhaus Wien (2017)
- "Inspiration" für Pipa 琵琶, Violine und Viola (Interkulturelles Festival der Nationen, 10. Juni 2018, Hirschstetten, Wien)
- "Peony Gondola Song – Gondola di Venezia – Sanctus in G-Dur" ( U.A. durch Chor und Orchester aus Podebrad, CZ in der Karlskirche, Wien)
- Werke für Chinesische Laute Pipa (琵琶,) zum Interkulturellen Dialoge (Auszüge):
- "Inspiration" für Pipa 琵琶, Violine und Viola (Interkulturelles Festival der Nationen, 10. Juni 2018, Hirschstetten, Wien)
- "Hymn of Nations" für Pipa 琵琶, Violin, Viola, Cello, Akkordeon, Sopran and Childrenchoir and Bengalian Harmonium.
- "Dialogue for Pipa 琵琶 and Viola" (2016) (3 movements)
- Pipa solo "The 8 Images of the I-Ging" (2016)
- Pipa solo "The 64 Hexagramms of the I-Ging" (2016)
- "Dialogue Pipa, Violin and Viola" (2018) (3 movements)
- "Concert for Pipa 琵琶 and string orchestra" (2017) (3 movements)
- Werke für 3 Instrumente (Trios):
- "Arias for Sopran, Violin and Viola (and / or Piano)"
- "Dialogue for Pipa 琵琶 and Viola" (2016) (3 movements)
  - "Trios for Piano, Violin and Viola"
- Werke für 2 Instrumente (Duos):
- "Inspirations for Violin and Piano" (2018/2019)
- "Inspirations for Violin and Viola" (2016/2017/2018)
- "Inspirations for Violin and Mandolin" (2018/2019)
- "Dialogue for Pipa 琵琶 and Viola" (2016) (3 movements)
- "Dance of the Planets" for Piano and Akkorden (2018)
- Werke for Solo Instrument:
- "Inspirations for Piano solo" (2015)
- "Inspirations for Pipa solo" (琵琶)